# ایلف کوچولو
ایلف کوچولو (نروژی: Lille Eyolf) نمایشنامه‌ای در سه پرده اثر هنریک ایبسن که در سال ۱۸۹۴ میلادی منتشر شد. این نمایش روان‌شناختی به خاطر پیچیدگی‌های ظریف و کنایه‌های عمیقش شهرت دارد. نمایش ایلف کوچولو در سال ۱۳۹۷ از زبان نروژی توسط میرمجید عمرانی ترجمه و از سوی انتشارات مهراندیش منتشر شد.

## داستان
آلفرد آلمرز از کلبه کوهستانی‌اش بازمی‌گردد و پی می‌برد که ایلف، پسر معلول او به طرز اسرارآمیزی غرق شده‌است. رابطه او با همسرش ریتا کم‌کم‌رو به وخامت می‌گذارد و او تصمیم می‌گیرد خانه را ترک کند. سرانجام هردو در کنار هم قرار می‌گیرند تا خانواده‌ای را که به سبب مرگ ناگهان ایلف متلاشی شده را سامان بخشند.